# Finish
Finish — всемирно известная торговая марка моющих и чистящих средств для посудомоечных машин, принадлежащая английско-нидерландской компании Reckitt Benckiser. Таблетки на основе оригинального продукта содержат поверхностно-активные вещества, которые снижают жёсткость воды и расщепляют продукты, содержащие крахмалы и белки, а также удаляют отбеливаемые пятна и производят ферменты и пену. Продукт разработан специально для посудомоечных машин. До 2009 года продукт был известен как Electrasol в Северной Америке и как Calgonit в некоторых европейских странах.

## История
В начале 1950-х годов более широкое использование формованной пластиковой посуды создало ряд проблем. Бренд Finish был создан в 1953 году американской компанией Economics Laboratory (ныне Ecolab). Воспользовавшись результатами исследований потребностей молочной и пищевой промышленности, в 1953 году компания выпустила два новых продукта для бытовых посудомоечных машин: продукт массового спроса Electrasol и продукт премиум-класса Finish. Позже, в 1969 году, они представили первый биологический порошок.
J. A. Benckiser (позже Reckitt Benckiser) приобрёл подразделение потребительских товаров Ecolab Inc. в 1987 году. В 1995 году была представлена первая двухслойная порошковая таблетка, в 1999 году — капсула Red Powerball, в 2008 году — Finish Quantum и первая трёхкамерная формованная капсула. Примерно в 2009 году вся продукция Electrasol была переименована в Finish.